# Jo Prestia
 (janvier 2019).
Si vous disposez d'ouvrages ou d'articles de référence ou si vous connaissez des sites web de qualité traitant du thème abordé ici, merci de compléter l'article en donnant les références utiles à sa vérifiabilité et en les liant à la section « Notes et références ».
Pour les articles homonymes, voir Prestia.
Joseph Prestia, dit Jo Prestia, est un kick-boxer, boxeur thaï et acteur français d'origine italienne, né le 5 juin 1960 à Porto Empedocle (Sicile, Italie).

## Biographie

### Carrière
Joseph Prestia arrive en France à Condé-sur-l'Escaut (Nord) à l'âge de 10 ans. Il devient multiple champion de boxe thaï (de France, d'Europe et du monde). Son palmarès est de 70 victoires (30 par knockout) sur 85 combats.
En 1992, il perd le titre de champion du monde de boxe thaï (catégorie 65 kg) face au Hollandais Ramon Dekkers.
Érick Zonca le révèle au cinéma. Ses traits durs lui valent souvent des rôles assez terrifiants.
Au cinéma, il est principalement connu pour son interprétation du dangereux Ténia dans Irréversible de Gaspar Noé.
En 2010-2011, il lance sa marque de vêtements « Prestia by Prestia », notamment la gamme de tee-shirts « Outlaw » destinée à un public étendu et la gamme « The Warrior » développée plus particulièrement pour les sports de combat.
Il devient président de l'AFMT (l’Académie française de muay-thaï). Fédération créée en 2014, l'AFMT a pour vocation de placer le muay-thaï sous un seul et même système fédéral fiable et transparent avec pour seuls objectifs de servir l’intérêt de ses affiliés, dans le but d'assurer le développement et la pérennité du muay-thaï en France.

### Vie privée
Il a trois enfants : Thomas (né en 1997), Carolina (née en 1998) et Justina (née en 2000). Ses filles développent rapidement une grande passion pour la boxe thaï.

## Filmographie

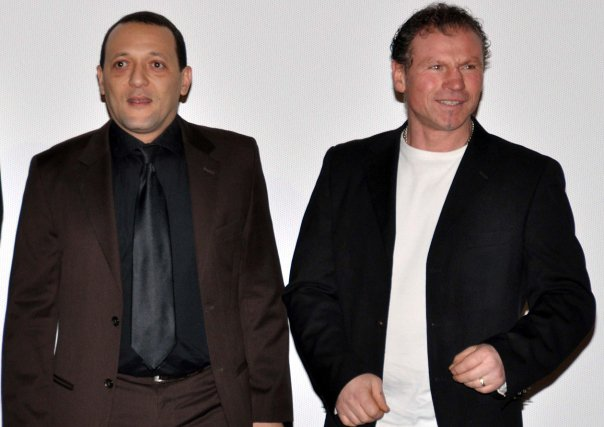
Jo Prestia (à droite) en 2010, en compagnie d'Arsène Mosca à l'avant-première du film Le Mac.

### Cinéma

#### Longs métrages
- 1995 : Raï de Thomas Gilou
- 1996 : Salut cousin ! de Merzak Allouache : Boxeur
- 1998 : Cantique de la racaille de Vincent Ravalec : Le petit
- 1998 : Louise de Siegfried
- 1998 : La Vie rêvée des anges d'Érick Zonca (compétition Cannes 1998)
- 1999 : Chili con carne de Thomas Gilou
- 1999 : Le Petit Voleur d'Érick Zonca : Tony
- 2000 : Total Western d’Éric Rochant : Johan
- 2001 : Yamakasi d'Ariel Zeitoun
- 2001 : Grégoire Moulin contre l'humanité d’Artus de Penguern : Un joueur de Perros Guirrec
- 2001 : Les Morsures de l'aube d’Antoine de Caunes : Chef TBM
- 2001 : Ligne 208 de Bernard Dumont : Johnny
- 2001 : Les Déclassés de Tony Baillargeat : Joey
- 2002 : Requiem d'Hervé Renoh : Gippé
- 2002 : Irréversible de Gaspar Noé (compétition Cannes 2002) : Le Tenia
- 2002 : Femme fatale de Brian De Palma : Napoleon
- 2003 : Lovely Rita, sainte patronne des cas désespérés de Stéphane Clavier : Lapointe
- 2003 : Livraison à domicile de Bruno Delahaye : Duval
- 2003 : Fureur de Karim Dridi : Jo
- 2004 : Calvaire de Fabrice Du Welz (sélection semaine de la critique, Cannes 2004) : Fermier Mylène
- 2004 : Agents secrets de Frédéric Schoendoerffer : Gianni
- 2004 : Grande École de Robert Salis (compétition festival Rotterdam 2004) : Le chef de chantier
- 2004 : Les Rivières pourpres 2 d'Olivier Dahan : Emilio
- 2004 : 36 Quai des Orfèvres d'Olivier Marchal : Victor Dragan
- 2005 : Ze film de Guy Jacques : Dédé
- 2005 : Ennemis publics de Karim Abbou
- 2005 : Incontrôlable de Raffy Shart : le videur
- 2005 : J'ai vu tuer Ben Barka de Serge Le Péron : Dubail
- 2005 : 13 Tzameti de Gela Babluani : Pierre Bléreau
- 2006 : Madame Irma de Didier Bourdon et Yves Fajnberg : Le client patibulaire
- 2007 : Vent mauvais de Stéphane Allagnon : Max
- 2008 : Par suite d'un arrêt de travail... de Frédéric Andrei : Un routier gréviste
- 2008 : La Fille de Monaco d'Anne Fontaine : Aldo
- 2009 : La Horde de Yannick Dahan et Benjamin Rocher : José
- 2010 : Coursier d'Hervé Renoh : Sharas
- 2010 : Le Baltringue de Cyril Sebas : Le marchand d'armes
- 2010 : Le Mac de Pascal Bourdiaux : Marco
- 2010 : La Blonde aux seins nus de Manuel Pradal : Nino
- 2010 : L'Étranger de Franck Llopis : Le Marseillais
- 2012 : Cosimo e Nicole de Francesco Amato : Jean
- 2012 : En pays cannibale d'Alexandre Villeret : Angelo
- 2014 : Colt 45 de Fabrice Du Welz : Marco
- 2014 : Super Z de Julien de Volte et Arnaud Tabarly : Sancho
- 2017 : Alibi.com de Philippe Lacheau : Prosper
- 2018 : Voyoucratie de Fabrice Garçon et Kévin Ossona : Maurice
- 2018 : Hier de Bálint Kenyeres : Valérie
- 2016 : Arès de Jean-Patrick Benes : Zito
- 2019 : Quand on crie au loup de Marilou Berry : Sbire balafré
- 2020 : Vagabondes de Philippe Dajoux : Junkie
- 2022 : Loin du périph de Louis Leterrier : Goran
- 2022 : Du crépitement sous les néons de Fabrice Garçon et Kévin Ossona : Adur

#### Courts métrages
- 2008 : Faux-frères (également réalisateur)
- 2008 : Rivoallan de Yannick Dahan et Benjamin Rocher : Rivoallan
- 2011 : Quinte Flush[1] de Karim Hachemi
- 2012 : Souvenirs de vacances d'Olivier Strecker
- 2018 : Crocs de Sébastien Vaniček

### Clips
- Clip Kool Shen, Qui Suis-je ?, de JB Biggs
- Clip El Matador, "S'il ne me restait"
- Clip Nadiya, "Et c'est parti"
- Clip S-Crew, "Incompris"
- Clip Swift Guad, Vautour, produit par l'Orfèvre, réalisé par Spankidz & Filmexper
- Clip Rockin'Squat, Shoota Babylone 2

### Télévision
- 1994 : Frères : La Roulette rouge de Olivier Dahan : Un pilote de course
- 1996 : Commissaire Moulin, épisode Cité interdite : Thierry Boussais
- 1998 : Commissaire Moulin, épisode 36 quai des ombres : Fred Angeli
- 1999 : Les Duettistes, épisode Une dette mortelle : Battista
- 2003 : Quai numéro un, épisode 24 h Gare du Nord : Séb
- 2003: Commissaire Moulin, épisode Les moineaux : Romani
- 2003 : Navarro, épisode Marchand d'hommes : Tycko
- 2004 : A cran, deux ans après de Alain Tasma : Nazgui
- 2004 : Commissaire Moulin, épisode Commando quatre pattes : Le Forain
- 2004 : Commissaire Moulin, épisode Les lois de Murphy : Getlif
- 2005 : Léa Parker, épisode Combat clandestin : Eric Raynal
- 2005 : Commissaire Moulin, épisode Kidnapping : Fred Angeli
- 2005 : Joseph de Marc Angelo : Rafael
- 2006 : Central Nuit, épisode Invités indésirables : Titus
- 2006 : SOS 18, épisode Sur les chapeaux de roue : Manu
- 2006 : Commissaire Moulin, épisode Sous pression : Patrick Klotz
- 2007 : Greco de Philippe Setbon : Lecalvé
- 2008 : Avocats et Associés, épisode Guacamole : Eddy
- 2008 : R.I.S Police scientifique, épisode Tirs croisés : L'organisateur
- 2008 : Pas de secrets entre nous : Gabor
- 2009 : Claire Brunetti, épisode Piste noire : Ragon
- 2011 : Flics (saison 2) : Sanchez
- 2017 : La vengeance aux yeux clairs (saison 2) : Louis Gaspard
- 2018 : Les Rivières pourpres, épisode Le Jour des cendres : Mathussenne
- 2018 : Alex Hugo, épisode Mémoire morte de Thierry Petit : Umberto
- 2019 : Section de recherches, épisode Tiens ta garde : le père de la boxeuse

## Théâtre
- Caligula d'Albert Camus, mise en scène Charles Berling